# Linda (serial)
Linda este un serial de televiziune în limba maghiară realizat între anii 1984 și 1989. Personajul principal al serialului, care dă și titlul filmului, Linda, este o elevă de liceu ce dorește să devină agent de poliție și rezolvă diferite cazuri folosindu-se adesea de cunoștințele ei de arte marțiale.

## Distribuția
- Veszprémi Linda – Nóra Görbe
- Emődi Tamás – Béla Szerednyei
- Veszprémi Béla – Gyula Bodrogi
- Tombacher Klára – Ildikó Pécsi
- Eősze Gábor – Gábor Deme (pilot részek), Tamás Vayer (hangja: Miklós Tolnai)
- Handel Gyula – Gábor Harsányi
- Kő Zoltán – Péter Balázs
- Bagoly – Mária Ronyecz
- Doki – György Bánffy